# 균등 수렴
해석학 및 일반위상수학에서 균등 수렴(均等收斂, 영어: uniform convergence) 또는 고른 수렴 또는 평등 수렴(平等收斂) 또는 일양 수렴(一樣收斂)은 함수열이 모든 점에서 “동일한 속도”로 주어진 함수로 수렴하는 성질이다. 점별 수렴보다 더 강한 개념이며, 점별 수렴이 보존하지 않는 여러 성질을 보존한다. 예를 들어, 연속 함수의 열의 균등 극한은 연속 함수다.

## 정의
다음 데이터가 주어졌다고 하자.
- 집합 {\displaystyle X}
- 균등 공간 {\displaystyle (Y,{\mathcal {E}}_{Y})}
- 함수의 그물 {\displaystyle (f_{n}\colon X\to Y)_{n\in (N,\lesssim )}}
- 함수 {\displaystyle f\colon X\to Y}

만약 이들이 다음 조건을 만족시킨다면, {\displaystyle (f_{n})_{n\in N}}이 {\displaystyle f}로 균등 수렴한다고 하며, {\displaystyle f}를 {\displaystyle (f_{n})_{n\in N}}의 균등 극한이라고 한다.
- 임의의 측근 {\displaystyle \epsilon \in {\mathcal {E}}_{Y}}에 대하여, 다음 조건을 만족시키는 {\displaystyle N_{\epsilon }\in N}이 존재한다.
  - 임의의 {\displaystyle n\gtrsim N_{\epsilon }} 및 {\displaystyle x\in X}에 대하여, {\displaystyle f_{n}(x)\approx _{\epsilon }f(x)}

이는 흔히
{\displaystyle f_{n}\rightrightarrows f}
라고 쓴다. 예를 들어, 만약 {\displaystyle Y=\mathbb {R} }가 실수선이며, 함수의 그물 {\displaystyle (f_{n}\colon X\to \mathbb {R} )_{n\in \mathbb {N} }}이 실수 값 함수의 열이라면, 이 조건은 다음과 같다.
- 임의의 양의 실수 {\displaystyle \epsilon >0}에 대하여, 다음 조건을 만족시키는 자연수 {\displaystyle N_{\epsilon }\in \mathbb {N} }이 존재한다.
  - 임의의 {\displaystyle n\geq N_{\epsilon }} 및 {\displaystyle x\in X}에 대하여, {\displaystyle |f_{n}(x)-f(x)|\leq \epsilon }

사실, 균등 수렴은 함수 집합 {\displaystyle Y^{X}}의 균등 수렴 위상에서의 수렴이다. 특히, {\displaystyle Y=\mathbb {R} }인 경우, 균등 수렴은 {\displaystyle \mathbb {R} ^{X}} 위에 균등 거리 함수
{\displaystyle d(f,g)=\sup _{x\in X}|f(x)-g(x)|}
로부터 유도되는 위상에 대한 수렴이다.

## 성질

### 함의 관계
집합 {\displaystyle X}를 정의역으로 하고 균등 공간 {\displaystyle (Y,{\mathcal {E}}_{Y})}를 공역으로 하는 함수의 그물 {\displaystyle (f_{n}\colon X\to Y)_{n\in (N,\lesssim )}}이 함수 {\displaystyle f\colon X\to Y}로 균등 수렴한다면, {\displaystyle (f_{n})_{n\in N}}은 {\displaystyle f}로 점별 수렴한다.
집합 {\displaystyle X}를 정의역으로 하고 아벨 위상군 {\displaystyle (Y,+)}를 공역으로 하는 함수열 {\displaystyle (f_{n}\colon X\to Y)_{n\in \mathbb {N} }}의 급수 {\displaystyle \textstyle \sum _{n=0}^{\infty }f_{n}}이 균등 수렴한다면, {\displaystyle (f_{n})_{n\in \mathbb {N} }}는 상수 함수 {\displaystyle 0\colon X\to Y}로 균등 수렴한다.
집합 {\displaystyle X}를 정의역으로 하고 완비 균등 공간 {\displaystyle (Y,{\mathcal {E}}_{Y})}를 공역으로 하는 함수의 그물 {\displaystyle (f_{n}\colon X\to Y)_{n\in (N,\lesssim )}}에 대하여, 다음 두 조건이 서로 동치다.
- {\displaystyle f_{n}}은 균등 수렴한다.
- {\displaystyle f_{n}}은 ({\displaystyle Y^{X}}의 균등 수렴 균등 구조에 대하여) 코시 그물이다. 즉, 임의의 측근 {\displaystyle \epsilon \in {\mathcal {E}}_{Y}}에 대하여, 다음 조건을 만족시키는 {\displaystyle N_{\epsilon }\in N}이 존재한다.
  - 임의의 {\displaystyle m,n\gtrsim N_{\epsilon }} 및 {\displaystyle x\in X}에 대하여, {\displaystyle f_{m}(x)\approx _{\epsilon }f_{n}(x)}

(표준적인 균등 구조를 갖춘) 실수선 {\displaystyle Y=\mathbb {R} }은 완비 균등 공간이다. 또한, 함수의 열 {\displaystyle (f_{n}\colon X\to Y)_{n\in \mathbb {N} }}은 그물의 특수한 경우다. 이 경우, 코시 그물 조건은 다음과 같다.
- 임의의 양의 실수 {\displaystyle \epsilon >0}에 대하여, 다음 조건을 만족시키는 자연수 {\displaystyle N_{\epsilon }\in \mathbb {N} }이 존재한다.
  - 임의의 {\displaystyle m,n\geq N_{\epsilon }} 및 {\displaystyle x\in X}에 대하여, {\displaystyle |f_{m}(x)-f_{n}(x)|\leq \epsilon }

만약 {\displaystyle Y}의 완비성을 가정하지 않는다면, 균등 수렴하는 함수 그물은 코시 그물이지만, 그 역은 성립하지 않는다. 예를 들어, {\displaystyle X}가 한원소 집합인 경우를 생각할 수 있다.
균등 수렴을 위한 다양한 수렴 판정법이 존재한다.
- 바이어슈트라스 M-판정법
- 균등 수렴에 대한 디리클레 판정법
- 균등 수렴에 대한 아벨 판정법

### 연속 함수의 보존
위상 공간 {\displaystyle X}를 정의역으로 하고 균등 공간 {\displaystyle (Y,{\mathcal {E}}_{Y})}를 공역으로 하는 연속 함수의 그물 {\displaystyle (f_{n}\colon X\to Y)_{n\in (N,\lesssim )}}이 함수 {\displaystyle f\colon X\to Y}로 균등 수렴한다면, {\displaystyle f} 역시 연속 함수다.
증명:
임의의 {\displaystyle x_{0}\in X} 및 임의의 측근 {\displaystyle \epsilon \in {\mathcal {E}}_{Y}}에 대하여, 다음 조건을 만족시키는 열린 근방 {\displaystyle U\ni x_{0}}을 찾아야 한다.
- 임의의 {\displaystyle x\in U}에 대하여, {\displaystyle f(x)\approx _{\epsilon }f(x_{0})}

다음을 만족시키는 측근 {\displaystyle \epsilon /3\in {\mathcal {E}}_{Y}}을 고르자.
{\displaystyle (\epsilon /3)\circ (\epsilon /3)\circ (\epsilon /3)\subset \epsilon }
{\displaystyle (\epsilon /3)^{-1}=\epsilon /3}
가정에 따라, 다음을 만족시키는 {\displaystyle N_{\epsilon }\in N}이 존재한다.
- 임의의 {\displaystyle n\gtrsim N_{\epsilon }} 및 {\displaystyle x\in X}에 대하여, {\displaystyle f_{n}(x)\approx _{\epsilon /3}f(x)}

{\displaystyle f_{N_{\epsilon }}}은 연속 함수이므로, 다음을 만족시키는 열린 근방 {\displaystyle U\ni x_{0}}이 존재한다.
- 임의의 {\displaystyle x\in U}에 대하여, {\displaystyle f_{N_{\epsilon }}(x)\approx _{\epsilon /3}f_{N_{\epsilon }}(x_{0})}

이에 따라, 임의의 {\displaystyle x\in U}에 대하여,
{\displaystyle f(x)\approx _{\epsilon /3}f_{N_{\epsilon }}(x)\approx _{\epsilon /3}f_{N_{\epsilon }}(x_{0})\approx _{\epsilon /3}f(x_{0})}
이므로
{\displaystyle f(x)\approx _{\epsilon }f(x_{0})}
이다.
반대로, 다음 데이터가 주어졌다고 하자.
- 콤팩트 공간 {\displaystyle X}
- 연속 함수의 단조 그물 {\displaystyle (f_{n}\colon X\to \mathbb {R} )_{n\in (N,\lesssim )}}. 즉, 다음 두 조건이 성립한다.
  - (연속 함수의 그물) 모든 {\displaystyle f_{n}}은 연속 함수다.
  - (단조 그물) 임의의 {\displaystyle x\in X} 및 {\displaystyle n\lesssim n'}에 대하여, {\displaystyle f_{n}(x)\leq f_{n'}(x)}
- 연속 함수 {\displaystyle f\colon X\to \mathbb {R} }

디니 정리에 따르면, 만약 {\displaystyle f_{n}}이 {\displaystyle f}로 점별 수렴한다면, {\displaystyle f_{n}}은 {\displaystyle f}로 균등 수렴한다. 이는 {\displaystyle X}가 콤팩트 공간이라고 가정하지 않으면 참이 아니다. 예를 들어, 연속 함수의 단조열 {\displaystyle (x\mapsto x^{n})\colon (0,1)\to \mathbb {R} } ({\displaystyle n\in \mathbb {N} })은 연속 함수 0으로 점별 수렴하지만, 이는 균등 수렴이 아니다. 단조 그물의 가정 역시 필수적이다. 예를 들어, 연속 함수의 열 {\displaystyle (x\mapsto nx\exp(-nx^{2}))\colon [0,1]\to \mathbb {R} }은 연속 함수 0으로 점별 수렴하지만, 이는 균등 수렴이 아니다.
증명:
임의의 양의 실수 {\displaystyle \epsilon \in \mathbb {R} ^{+}}가 주어졌다고 하자. 임의의 {\displaystyle n\in N}에 대하여,
{\displaystyle K_{\epsilon ,n}=\{x\in X\colon |f(x)-f_{n}(x)|\geq \epsilon \}\subseteq X}
라고 정의하자. {\displaystyle K_{\epsilon ,n}}은 콤팩트 공간 {\displaystyle X}의 닫힌집합이며, 따라서 콤팩트 집합이다. 임의의 {\displaystyle n\lesssim n'}에 대하여,
{\displaystyle |f(x)-f_{n}(x)|=f(x)-f_{n}(x)\gtrsim f(x)-f_{n'}(x)=|f(x)-f_{n'}(x)|}
이므로, {\displaystyle K_{n}\supset K_{n'}}이다. 따라서 {\displaystyle (K_{\epsilon ,n})_{n\in N}}은 하향 집합을 이룬다. 임의의 {\displaystyle x\in X}에 대하여, {\displaystyle (f_{n}(x))_{n\in N}}이 {\displaystyle f(x)}로 수렴하므로, {\displaystyle x\not \in K_{\epsilon ,n}}인 {\displaystyle n\in N}이 존재한다. 즉, {\displaystyle \textstyle \bigcap _{n\in N}K_{\epsilon ,n}=\varnothing }이다. 칸토어 교점 정리에 따라, {\displaystyle K_{\epsilon ,N_{\epsilon }}=\varnothing }인 {\displaystyle N_{\epsilon }\in N}이 존재한다. 하향성에 따라, 임의의 {\displaystyle n\gtrsim N_{\epsilon }}에 대하여 {\displaystyle K_{\epsilon ,n}=\varnothing }이다. 즉, {\displaystyle (f_{n})_{n\in N}}은 {\displaystyle f}로 균등 수렴한다.

### 적분과의 호환
리만 적분 가능 함수의 열 {\displaystyle (f_{n}\colon [a,b]\to \mathbb {R} )_{n\in \mathbb {N} }}이 함수 {\displaystyle f\colon [a,b]\to \mathbb {R} }로 균등 수렴한다면, {\displaystyle f} 역시 리만 적분 가능 함수이며, 또한
{\displaystyle \int _{a}^{b}f\,dx=\lim _{n\to \infty }\int _{a}^{b}f_{n}\,dx}
이다.

### 미분과의 호환
다음 데이터가 주어졌다고 하자.
- 미분 가능 함수의 열 {\displaystyle (f_{n}\colon [a,b]\to \mathbb {R} )_{n\in \mathbb {N} }}
- 함수 {\displaystyle g\colon [a,b]\to \mathbb {R} }

또한, 이들이 다음 두 조건을 만족시킨다고 하자.
- {\displaystyle \lim _{n\to \infty }f_{n}(x_{0})\in \mathbb {R} }이 존재하는 {\displaystyle x_{0}\in [a,b]}가 존재한다.
- {\displaystyle f_{n}'}은 {\displaystyle g}로 균등 수렴한다.

그렇다면, 다음이 성립한다.
- {\displaystyle f_{n}}은 어떤 미분 가능 함수 {\displaystyle f\colon [a,b]\to \mathbb {R} }로 균등 수렴한다.
- {\displaystyle f'=g}

### 정칙 함수의 보존
복소평면의 열린집합 {\displaystyle U\subseteq \mathbb {C} }를 정의역으로 하는 복소수 값 정칙 함수의 열 {\displaystyle (f_{n}\colon U\to \mathbb {C} )_{n\in \mathbb {N} }}이 함수 {\displaystyle f\colon U\to \mathbb {C} }로 균등 수렴한다면, {\displaystyle f}는 정칙 함수다. 이는 모레라 정리의 따름정리다.

## 예
함수열
{\displaystyle f_{n}\colon [0,1]\to \mathbb {R} \qquad (n\in \mathbb {Z} ^{+})}
을 생각하자. 만약
{\displaystyle f_{n}(x)=x/n\qquad (\forall n\in \mathbb {Z} ^{+},\;x\in [0,1])}
라면, {\displaystyle f_{n}}은 0으로 균등 수렴한다. 반면, 만약
{\displaystyle f_{n}(x)=x^{n}\qquad (\forall n\in \mathbb {Z} ^{+},\;x\in [0,1])}
라면, {\displaystyle f_{n}}은 함수
{\displaystyle f\colon [0,1]\to \mathbb {R} }
{\displaystyle f(x)={\begin{cases}0&x\in [0,1)\\1&x=1\end{cases}}}
로 점별 수렴하지만, 균등 수렴하지 않는다.

## 참고 문헌
- Bourbaki, Nicolas (1989). 《General topology. Chapters 1–4》. Elements of Mathematics (Berlin) (영어) Reprint ofe 1966판. Berlin: Springer-Verlag. ISBN 3-540-19374-X. MR 0979294. Zbl 0683.54003.